# Jürgen Christern
Jürgen Christern (* 29. Oktober 1928 in Berlin; † 20. September 1983 in Nijmegen) war ein deutscher Christlicher Archäologe.

## Leben
Jürgen Christern studierte ab 1949 zunächst Psychologie und Philologie an der Universität Mainz, wechselte dann zur Kunstgeschichte, Klassischen Archäologie und Geschichte. Er wechselte an die Universität München und studierte ab 1952 Kunstgeschichte, Geschichte und Klassische Archäologie an der Universität Bonn, 1956 studierte er in Paris. Nach der Promotion 1961 mit einer von Friedrich Wilhelm Deichmann betreuten Dissertation erhielt er für 1961/62 das Reisestipendium des Deutschen Archäologischen Instituts. 1971 wurde er an der Universität Heidelberg habilitiert und lehrte dort anschließend als Dozent. 1976 wurde er Professor für christliche Archäologie und mittelalterliche Kunstgeschichte an der Katholieke Universiteit Nijmegen. 
Verheiratet war er mit der Christlichen Archäologin Brigitte Christern-Briesenick (1925–2010).

## Schriften (Auswahl)
- Die Grundrißtypen der frühchristlichen Basiliken in Algerien und Tunesien. Dissertation Bonn 1961.
- Das frühchristliche Pilgerheiligtum von Tebessa. Architektur und Ornamentik einer spätantiken Bauhütte in Nordafrika. Wiesbaden 1976, ISBN 3-515-02113-2.